# Jaskinia Tăușoare
Jaskinia Tăușoare (rum. Peștera Tăușoare, Peștera de la Izvorul Tăușoarelor) – jaskinia w Górach Rodniańskich w Rumunii. Najgłębsza i trzecia co do długości jaskinia krasowa w tym kraju.

## Położenie
Wejście do jaskini znajduje się na wysokości 950 m n.p.m. Otwiera się na lewym zboczu potoku Izvorul Tăușoarelor, po północnej stronie szczytu Bașca, w górnym dorzeczu rzeki Gersy. Jest częścią kompleksu krasowego Tăușoare-Zalion (pomnik przyrody).

## Historia
Odkryta została w 1955 roku przez nauczyciela Leona Bârte i szybko stała się ważnym punktem zainteresowania speleologów. Szczyt zainteresowania jaskinią wystąpił w siódmej dekadzie XX wieku. Po roku 1985 nastąpił spadek zainteresowania obiektem, co było wynikiem odkryć szeregu innych jaskiń na terenie Rumunii. W 1970 roku zamknięto otwór jaskini pierwszą drewnianą bramą. W 2005 r., dzięki finansowaniu Sieci Edukacyjno-Ekologicznej, zainstalowano nową bramę, która oprócz certyfikatu urbanistycznego i pozwolenia na budowę, posiada aprobatę Komisji Ochrony Zabytków Przyrody Akademii Rumuńskiej, zgodnie z Ustawą nr 90 z dnia 10 maja 2000 r. o przystąpieniu Rumunii do Umowy o ochronie nietoperzy w Europie.
Obecnie (2020 r.) jaskinia ma łączną długość korytarzy ok. 20 kilometrów przy różnicy poziomów – 413,5 m (wg pomiarów za pomocą telemetrii laserowej, wykonanych w 2004 roku przez zespół Rumuńskiej Federacji Speleologii). Jest przedmiotem nieustannej eksploracji speleologów z Năsăud, którzy co roku dodają dziesiątki, a nawet setki metrów nowych korytarzy.

## Charakterystyka
Jaskinia powstała w wapieniach pochodzących z eocenu i ma morfogenezę tektoniczną.
Wapienie z epoki eocenu, w których rozwija się jaskinia, usytuowane są między piaskowcami strefy Izvorul Rece, w dolinie Telcișorului, a krystalicznym masywem szczytu Vârful Bârlea, utworzonym przez skały magmowe i metamorficzne, na nieprzepuszczalnym podłożu. Wapienie te, zawierające przekładki łupków bitumicznych i wapieni piaszczystych, są mocno spękane na skutek procesów tektonicznych, które potworzyły rozległą sieć diaklaz.
Obszerne chodniki wytworzone wzdłuż diaklaz wykazują stosunkowo niewiele przejawów korozji, natomiast powstałe osady aluwialne mogą osiągać miąższość nawet 15 metrów i stanowią prawdziwy potencjał badawczy dla paleoklimatologii. Pomieszczenia są szerokie, jednak dość trudno dostępne ze względu na występujące powszechnie kanciaste formy skalne, a także ciąg studni. Są generalnie pozbawione elementów krasowych takich jak stalaktyty, stalagmity czy draperie, nieliczne nacieki pojawiają się nieśmiało jedynie w głębi jaskini. Na skutek tego jaskinia jest znacznie mniej atrakcyjna dla zwiedzających niż klasyczne jaskinie krasowe o bogatej szacie naciekowej. O atrakcyjności naukowej i do pewnego stopnia również turystycznej tego miejsca decyduje natomiast obecność kilku rzadkich form, niewystępujących w większości innych jaskiń, jak szkliste kryształy zwane też "włosami jaskiniowymi", oulofolity (antodyty) – siarczanowe wytrącenia w formach przypominających kwiaty, czy też guzki (kulki) wapienne.

## Fauna jaskiniowa
W dużej odległości od wejścia stwierdzono w jaskini duże złoże skamieniałych, występujących wspólnie szczątków niedźwiedzia jaskiniowego i niedźwiedzia brunatnego. Do chwili obecnej jest ono słabo zbadane. Współczesna fauna jaskini Izvorul Tăușoarelor obejmuje gatunki z rzędów obunogów i skoczogonków oraz z rodziny widłonogów, a także pająki z rodziny Dipluridae. Podczas hibernacji gromadzą się w jaskini, w koloniach liczących łącznie ponad 4000 osobników, nietoperze (zwłaszcza nocki duże i podkowce małe).

## Ochrona jaskini
W początkowej fazie eksploracji jaskinia nie korzystała ze specjalnego statusu ochronnego. Wejście było niezabezpieczone, dopiero w 1970 roku wybudowano pierwszą drewnianą bramę. Zatrudniono również strażnika – pierwszym był Toma Țîrca, chłop z doliny Gersei, który przez kilkanaście lat brał również udział w eksploracji jaskini. Podmiotem prawnym, któremu podlega ochrona jaskini, jest Muzeum Okręgowe Bistrița-Năsăud (od 2004 roku Zespół Muzealny Bistrița-Năsăud). Przestrzeń jaskini jest pod naukową ochroną specjalistów z Instytutu Speleologii im. Emila Racoviță w Klużu-Napoce.
Status jaskini został określony w roku 2000 na mocy ustawy 5/2000, która w krajowym planie zagospodarowania przestrzennego w sekcji III (obszary chronione) objęła ochroną jaskinię wraz z otoczeniem o powierzchni 71 ha (indicatif 2.206, gmina Rebrișoara, BN). Rozporządzeniem nr 604 z dnia 4 lipca 2005 r. Ministerstwo Środowiska nadało jaskini Izvorul Tăușoarelor klasę ochrony A (pozycja 63/2.206). W porównaniu ze stanem z roku 2000 status ten oznacza, że w odniesieniu do jaskini nie jest możliwa zmiana czynników naturalnych, a jaskinia może „podlegać eksploracji speleologicznej, badaniom naukowym lub ekoturystyce, na podstawie zezwoleń i w granicach ustanowionych przepisami i planami zarządzania”. W 2005 r., dzięki finansowaniu Sieci Edukacyjno-Ekologicznej, zainstalowano nową bramę, która posiada aprobatę Komisji Ochrony Zabytków Przyrody Akademii Rumuńskiej, zgodnie z art. Ustawa 90 z dnia 10 maja 2000 o przystąpieniu Rumunii do Umowy o ochronie nietoperzy w Europie.

## Zwiedzanie jaskini
Od 2010 r. jaskinię Tăușoare, do tej pory przez 20 lat zamkniętą dla publiczności, można zwiedzać, ale na warunkach określonych w rozporządzeniu Ministra Środowiska. Oprócz badaczy, dostęp do jaskini mają również turyści, ale wszyscy oni potrzebują zgody Muzeum Okręgu Bistrița-Năsăud, instytucji, która sprawuje pieczę nad jaskinią. Dostęp naukowców jest ograniczony do dwóch wejść po 24 godziny w miesiącu, turyści (w oryginale: „ekoturyści”) przyjmowani są w grupach maksymalnie 10 osobowych i mają dostęp do ściśle regulowanej trasy o długości jednego kilometra. Turystom na całej trasie obowiązkowo towarzyszy przewodnik.